# Helodermàtids
Els helodermàtids (Helodermatidae) son una  família de sauròpsids (rèptils) escatosos que inclou un únic gènere, Heloderma nadiu del sud-oest dels Estats Units, Mèxic i Guatemala.
Hi ha dues espècies, Heloderma horridum i Heloderma suspectum (monstre de Gila), essent uns dels pocs llangardaixos verinosos.
Prefereixen els hàbitats semiàrids.

## Taxonomia
- Gènere Heloderma[1][2]
  - Heloderma horridum
    - Heloderma horridum horridum (Wiegmann, 1829)
    - Heloderma horridum alvarezi (Bogert & Martên del Campo, 1956)
    - Heloderma horridum exasperatum (Bogert & Martên Del Campo, 1956)
    - Heloderma horridum charlesbogerti (Campbell & Vannini, 1988)

  - Heloderma suspectum
    - Heloderma suspectum suspectum (Cope, 1869)
    - Heloderma suspectum cinctum (Bogert & Martên Del Campo, 1956)